# 弗朗西斯·奥尔德姆·凯尔西
弗朗西斯·凯思琳·奥尔德姆·凯尔西，Ph.D.，M.D.（英語：Frances Kathleen Oldham Kelsey，1914年7月24日—2015年8月7日），美国药理学家。曾作为药物检察员长期供职于美国食品药品监督管理局，因担心药品安全性而阻止沙利度胺的市场授权，她本人亦因此闻名。事后表明她的担忧自有道理：研究显示沙利度胺的确会导致严重的出生残疾。在凯尔西的职业生涯中，美国曾通过多个法令加强对藥物治療的监管。

## 教育经历
弗朗西斯·凯思琳·奥尔德姆（婚后夫姓凯尔西）出生于加拿大不列颠哥伦比亚省，15岁便从高中毕业，之后进入加拿大维多利亚学院（现维多利亚大学）。不足两年又转入麦吉尔大学攻读药理学，先后于1934年和1935年获得理学士和理学硕士，并“在教授的鼓励下，向当时正在筹办芝加哥大学药理学系的盖林（E.M.K. Geiling）博士致信，请求他给予一个研究生工作职位。”盖林误以为她是男性，并给了她这一职位，弗朗西斯接受后，自1936年起便与盖林合作。合作的第二年，盖林被FDA留任，从事磺胺酏剂致死事件的相关研究。此前，这种用于治疗感染性疾病的磺胺类药物未经严格的药理学实验便匆匆上市，共造成107人因肾衰竭而死亡。凯尔西在该项目上协助盖林，结果表明，药厂使用的溶剂二甘醇会严重损坏肾脏，直接造成惨剧的发生。这一事件推动美国国会通过1938年的联邦食品、药品和化妆品法案。同年，凯尔西成功地完成了学业，在芝加哥大学得到了药理学博士学位。这一项目使她产生了对致畸剂——即那些会导致婴儿出生缺陷的药物——的研究兴趣。

## 职业早期与婚姻

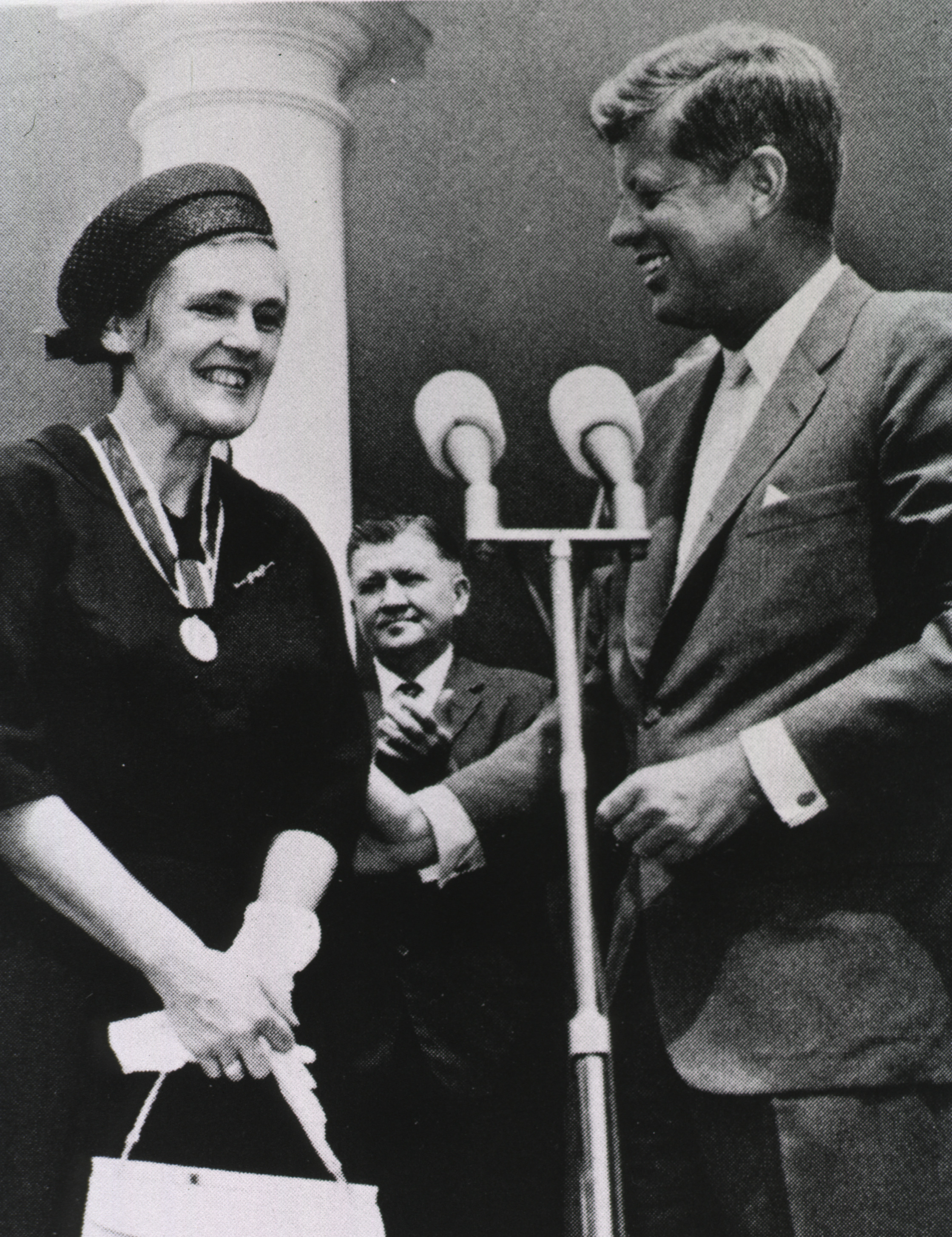
1962年，凯尔西获得杰出联邦公民总统奖（President's Award for Distinguished Federal Civilian Service），约翰·肯尼迪总统为她颁奖。

读完博士，凯尔西在母校芝加哥大学找到了教职。1942年，不少药理学家都在寻找疟疾的特效药，凯尔西也不例外。相关研究使她发现，某些药物可以穿过胎盤屏障，作用于婴儿。在芝加哥大学，她还遇到了同样任教的費利蒙·埃利斯·凯尔西（Fremont Ellis Kelsey）博士，1943年两人结婚。
做教授期间，凯尔西又得到了医学士学位。除去教学工作，她还担当《美国医学会杂志》的副主编，持续两年。1954年，凯尔西离开芝加哥大学，决定加入南達科塔大學，继续教授药理学。她与丈夫和两个女儿便搬到南达科他州的弗米利恩，在那里工作居住直到1957年。
为了继续在美国行医，她在1950年代成为加拿大和美国的双重公民，但保留加拿大的紧密联系，她继续定期拜访她的兄弟姐妹，直到晚年。

## FDA工作期间

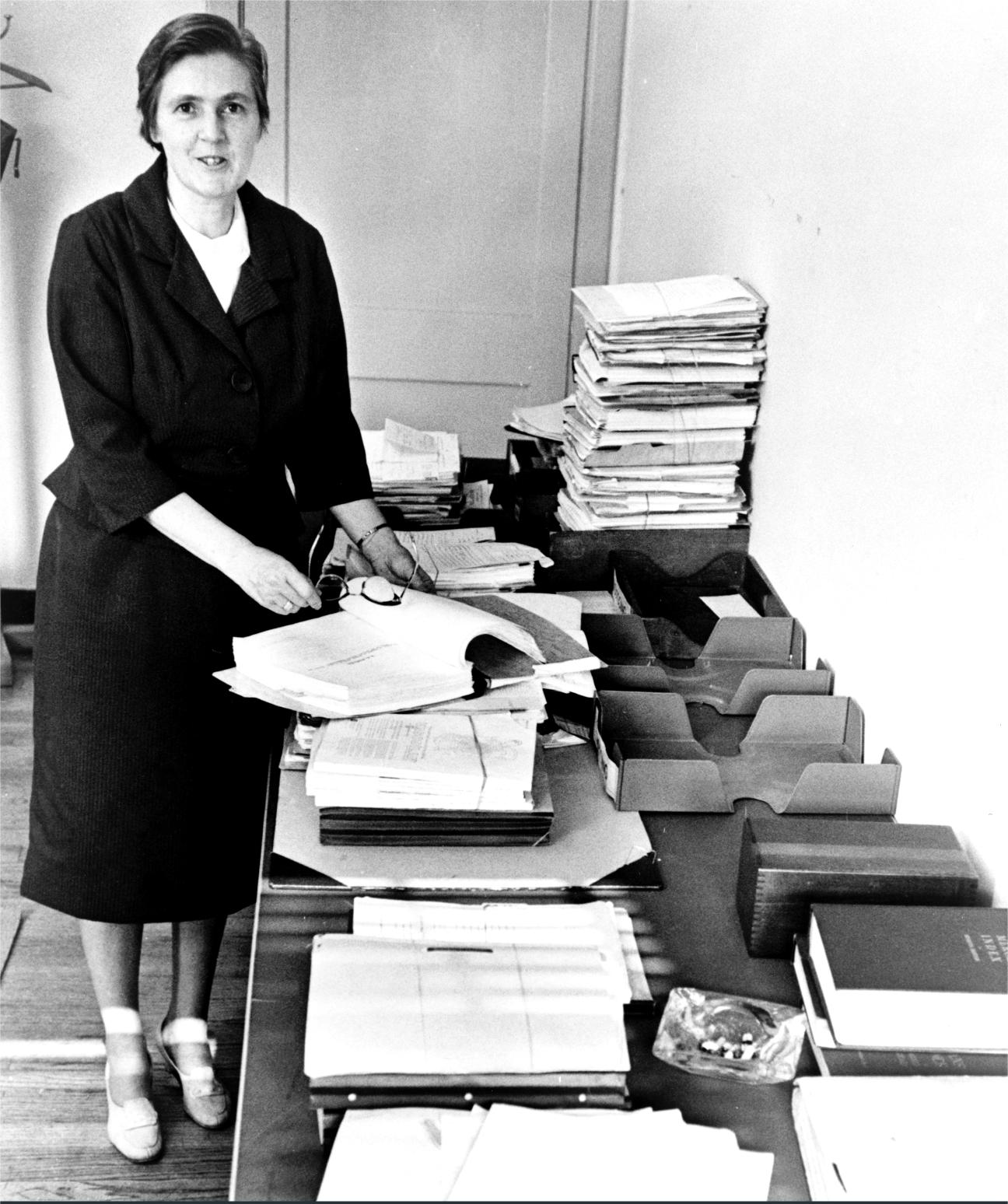
60年代的凯尔西

1960年，FDA将凯尔西招入华盛顿特区工作。在那时，“（FDA仅有）七个全职的和四个年轻的兼职医师担任药物审查员，凯尔西便是其中之一。”作为最初一批审查工作之一，梅里尔·道制药公司（Marion Merrell Dow）为沙利度胺（又名“反应停”）申请上市，这是一种止痛镇静剂，标明可以防止孕妇晨吐。1960年9月，刚刚上任一个月的凯尔西收到了厂商寄来的样本。实际上，该药自1957年首次用作处方药起，已被加拿大及超过二十个欧洲和非洲国家准予上市，但凯尔西对此仍十分谨慎，并要求进一步的临床试验。尽管面临着制药厂的压力，她坚持要求厂商补充資料，以解释一项英文研究中记载的神经系统副作用。
事件随后的发展充满了戏剧性，也证明了凯尔西的坚持不无道理：1961年前后，正值她与厂商拉锯之时，在欧洲和加拿大出现了8000多名畸形婴儿，其原因便是母亲在孕期服用沙利度胺。研究人员发现，沙利度胺可以穿过胎盘屏障，导致严重的胎儿畸形。最终沙利度胺没能进入美国市场，凯尔西成功阻止了灾难在美国重演，由此她登上了《华盛顿邮报》的封面，文章更是称她为“女英雄”，报道这一故事的记者说道：“（凯尔西）防止了成千上万个没有手臂和下肢的婴儿降临于世。”
1962年7月文章刊发后，事件迅速发酵并引发公众对药物监管的强烈抗议。同年8月，为表彰凯尔西的贡献，时任美国总统约翰·肯尼迪授予她杰出联邦公民总统奖（President's Award for Distinguished Federal Civilian Service），她也成为第二个获此殊荣的女性。凯尔西随后继续在FDA工作，在推动和执行1962年的修正案中起到关键作用。
1962年10月美国国会一致通过了柯弗瓦·哈里斯修正案，旨在加强药品监管。制药公司须提供药品有效性证明、向FDA报告药品副作用、并请求患者参与临床研究防止此类问题重现，这番改革“给新药测试和上市分销增加了更严苛的限制”。这一修正案也首次明确“药品有效性必须在上市之前得到确证。”

## 晚年生活

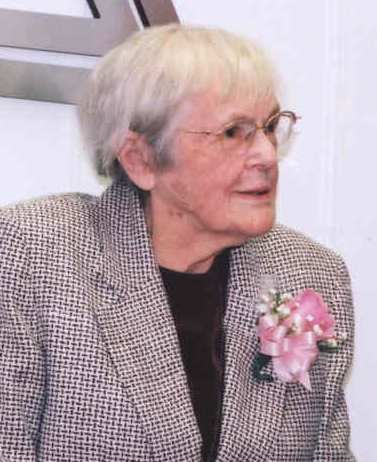
2001年，87岁的凯尔西博士在FDA招待会上，庆祝她入选美国妇女名人堂。

虽然她的成就已经获得赞许认可，凯尔西仍继续负责指导FDA药品测试的监管工作。2005年，90岁的凯尔西终于从FDA退休，至此她已为FDA服务45年。2010年，FDA以她的名字设立凯尔西奖，此后每年颁布给FDA中的一位优秀雇员。
2015年8月7日，凯尔西逝世于加拿大安大略省伦敦市。

## 影响与奖项

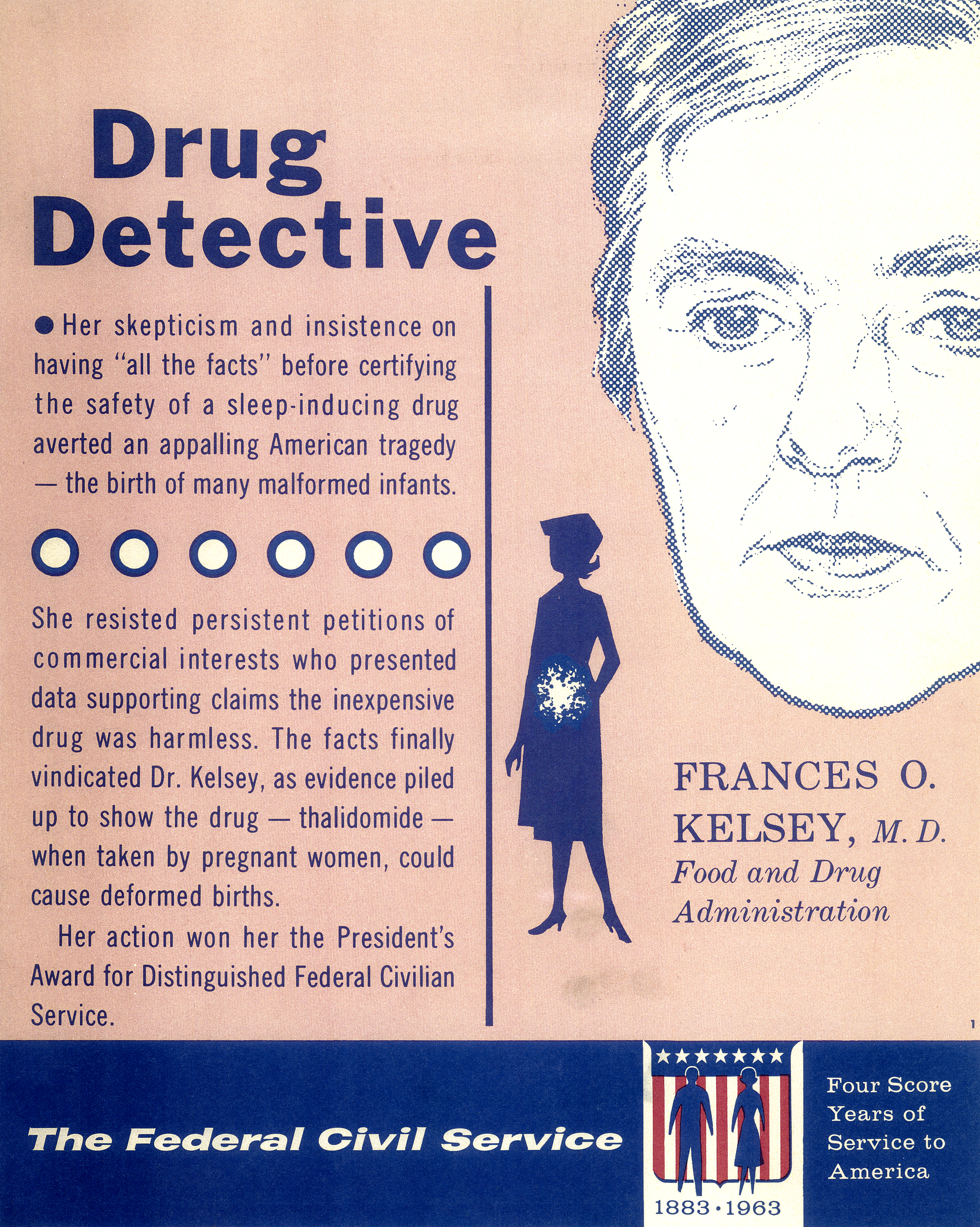
FDA「药物侦探」傳單

FDA设立凯尔西奖时，药物评估和研究中心主任史蒂文·贾尔森说道：“我很高兴能设立弗朗西斯·凯尔西博士药物安全卓越奖（Dr. Frances O. Kelsey Drug Safety Excellence Award），并宣布首批获奖者，他们在这一药品监管的重要分支中功勋卓著。”以下是凯尔西所获奖项一览。
- 1962年，杰出联邦公民总统奖[10]
- 1963年，芝加哥大学普利兹克医学院和生物科学校友会金钥匙奖（Gold Key Award）[24]
- 2000年，入选美国国家女性名人堂[17]
- 2001年，被美国医学会称为美德导师（Virtual Mentor for the American Medical Association）[25]
- 2006年，美国国家健康研究中心（英语：Center for Drug Evaluation and Research）先驱女性奖（Foremother Award）[26]
- 2010年，FDA凯尔西奖，她本人获得了第一个凯尔西奖[27]，之后每年将颁布给一位FDA工作人员[28]
- 2012年，荣获溫哥華島大學授予荣誉博士学位[29]
- 2015年，荣获加拿大勋章[30]

此外，在她的家乡不列颠哥伦比亚还有一所以她名字命名的弗朗西斯·凯尔西高中。为表彰她的贡献，小行星6260也以她的名字命名。

## 延伸阅读
- Mintz, Morton (1965) The therapeutic nightmare; a report on the roles of the United States Food and Drug Administration, the American Medical Association, pharmaceutical manufacturers, and others in connection with the irrational and massive use of prescription drugs that may be worthless, injurious, or even lethal. Boston, Houghton Mifflin. LOC HD9666.6 .M55, Dewey 338.4761519.
- McFadyen, R.E. (1976). Thalidomide in America: A Brush With Tragedy. Clio Medica, 11, (2), 79–93.
- Mulliken, J.  A Woman Doctor Who Would Not be Hurried. Life Magazine, 53, 28–9. Call# AP2 .L547
- Perri III, Anthony J; Hsu MD, Sylvia. . Dermatology Online Journal: 5.   [2006-08-14]. （原始内容存档于2006-08-10）.
- Seidman, Lisa A.; Warren, Noreen. . The American Biology Teacher. 2002, 64 (7): 495. doi:10.1662/0002-7685(2002)064[0495:FKTITU]2.0.CO;2. 7.